# Divalia
La Divalia o Angeronàlia era una festa que se celebrava a l'antiga Roma cada any el dia 21 de desembre en honor de la deessa Angerona.
El dia de la festa, que coincidia amb el solstici d'hivern, els pontífexs celebraven sacrificis a Angerona al temple de Volúpia, segons diu Varró, la deessa del plaer sensual, on Angerona tenia una estàtua que la representava amb un dit davant de la boca per demanar silenci.